# Вільям Гарнетт
Вільям Гарнетт або  Вільям Майкл Гарнетт (англ. William Harnett, William Michael Harnett 10 серпня, 1848 — 29 жовтня, 1892, Нью-Йорк) — американський художник ірландського походження, майстер натюрмортів.

## Життєпис
Вільям Гарнетт народився в графстві Корк, Ірландія. Це був період картопляної катастрофи в країні. де мешканці вирощували і годувались картоплею. Монокультура в сільському господарстві обернулася катастрофою і так званим картопляним голодом. Рятуючі власні життя, родина емігрувала в Сполучені Штати і оселилась в місті Філадельфія.

## Художня освіта
1868 року Вільям Гарнетт став громадянином Сполучених Штатів. Заробляв на життя ремеслом гравера. Вечорами відвідував класи малюнку Пенсільванської Академії красних мистецтв, а згодом продовжив власну художню освіту в Нью-Йорку, де відвідував відомий заклад Юніон Купер та клас Національної академії дизайна. Перший відомий зараз його натюрморт датований 1874 роком.
Відомо, що в період 1880—1886 рр. Вільям Гарнетт відвідав Німеччину і працював в місті Мюнхен. Повернувся в Сполучені Штати.

## Останні роки
В останні роки життя страждав на ревматизм. Це примусило уповільнити темп роботи з живописом, але не відбилось зниженням якості у пізніх творах. Вільям Гарнетт помер в місті Нью-йорк в жовтні 1892 року.

## Ставлення до творчого надбання

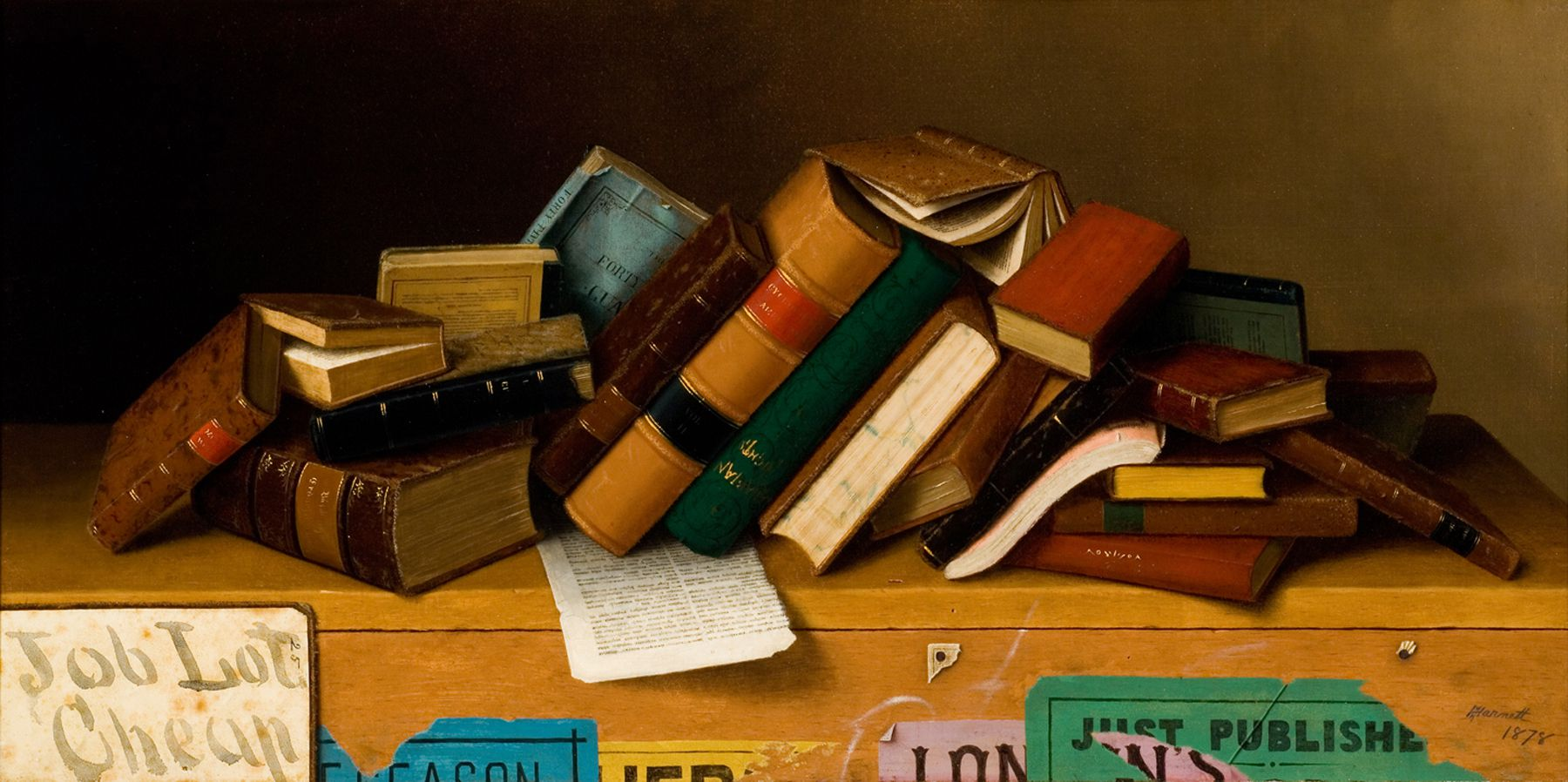
«Книги дешевого лоту», 1878 рік.

Натюрморт не отримав значного поширення у живописі Сполучених Штатів в 19 столітті ні як самостійний жанр, ні як важливий додаток до поширених тоді портретів.
Підживлення зацікавленості в створенні натюрмортів іде різними шляхами: і як навчальна штудія, і як жанр, відомий в Західній Європі (в Голландії 17 ст., у Франції в 18 та в 19 ст., в тому числі у імпресіоністів), і через придбання картин західноєвропейських художників багатіями США та створенням низки музеів в країні.
Критика США невисоко оцінювала натюрморти Вільяма Гарнетта через зображення побутових речей та старих книг на дешевих розпродажах. Переклад назви одного з натюрмортів Гарнетта можна подати як «Книги подешевше» або «Книги дешевого лоту». Натюрморти Гарнетта не викликали у публіки думок про шляхетне і значуще. Вони також не годилися для музеїв мистецтва, а були гідні лише для дешевих кафе і їдалень, можливо як декор і реклама в конторських приміщеннях та в бізнес-офісах. Побутові і прозаїчні речі натюрмортів митця викликали ще більші прозаїчні смаки споживачів.
Стан справ змінився в 20 столітті, коли натюрморт як жанр повернув собі позиції поважного жанру мистецтва.

## Вибрані твори
- «Натюрморт зі скрипкою»
- «Букіністичні книги»
- «Увага, кампанія!»
- «Тютюн і люлька»
- «Книги дешевого лоту», 1878 рік.
- «Музика і література»
- «Стіл секретаря», 1879 рік.
- «Мементо морі», 1879 рік
- «Лобстер і газета „Фігаро“»
- «Натюрморт з келихом і люлькою»

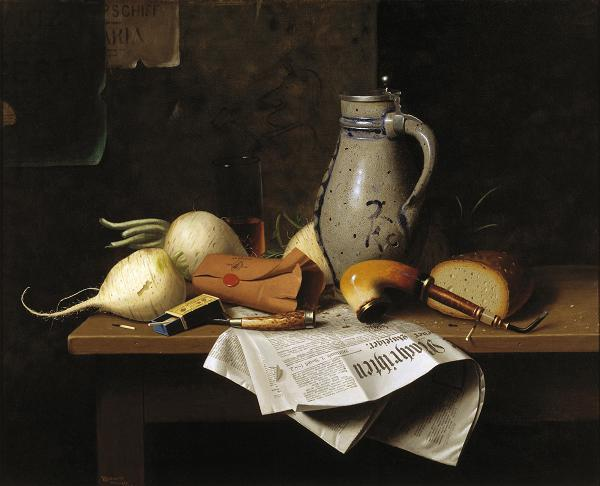
«Мюнхенський натюрморт з келихом і дайконом», 1882 рік

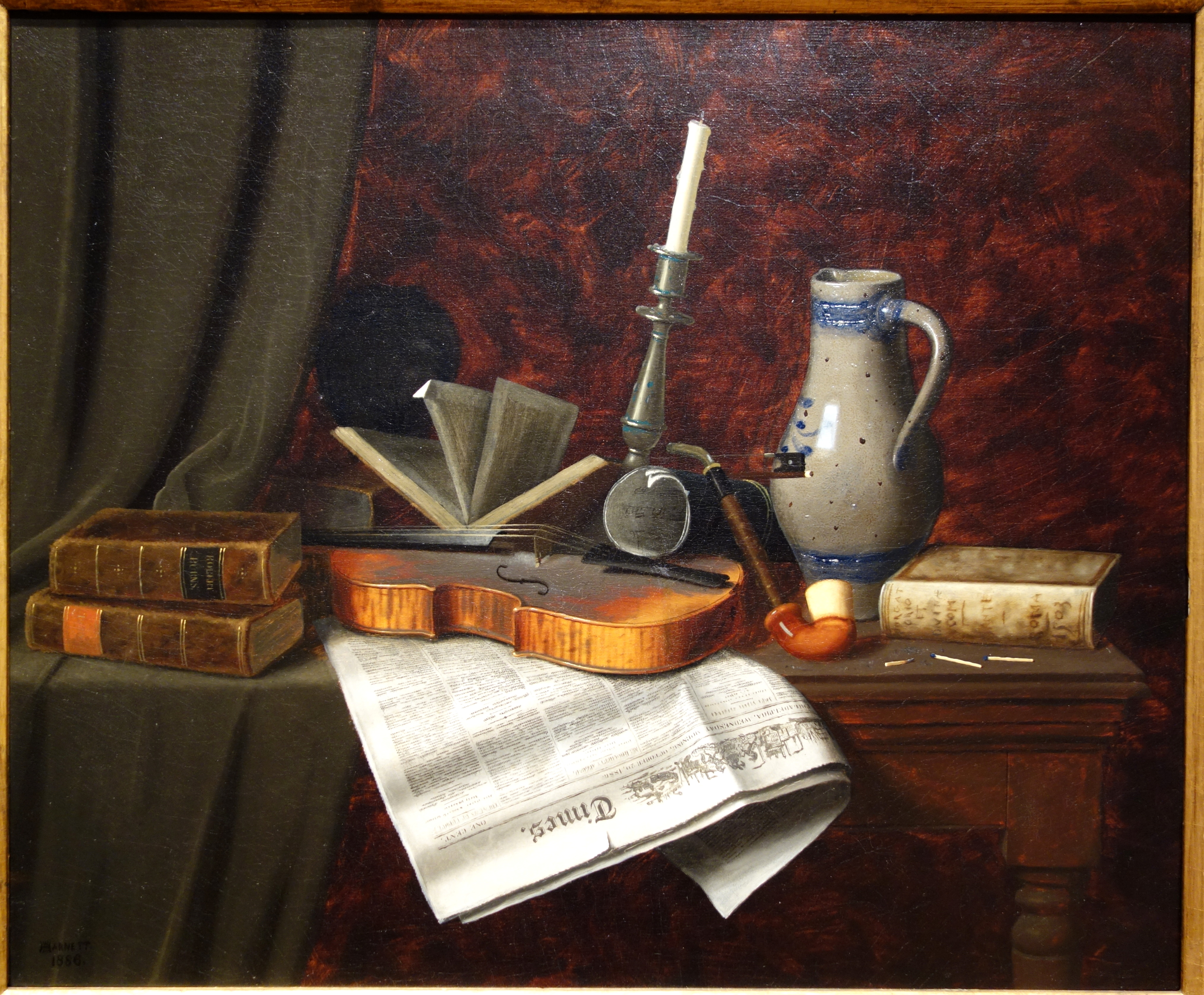

- «Мюнхенський натюрморт з келихом і дайконом», 1882 рік
- «Книги і погруддя Данте», 1883 рік
- «Мирні речі»
- «Каплун на недільний обід», 1888 рік
- «Керамічна ваза, яблука і виноград»
- «Вази, фрукти і червона завіса»
- «Натюрморт з листом до Томаса Кларка»
- «Троянда минулого літа»
- «Після полювання», чотири варінти
- «Все необхідне в часи відпочинку»
- «Натюрморт з книгами, скрипкою і свічником»

## Галерея

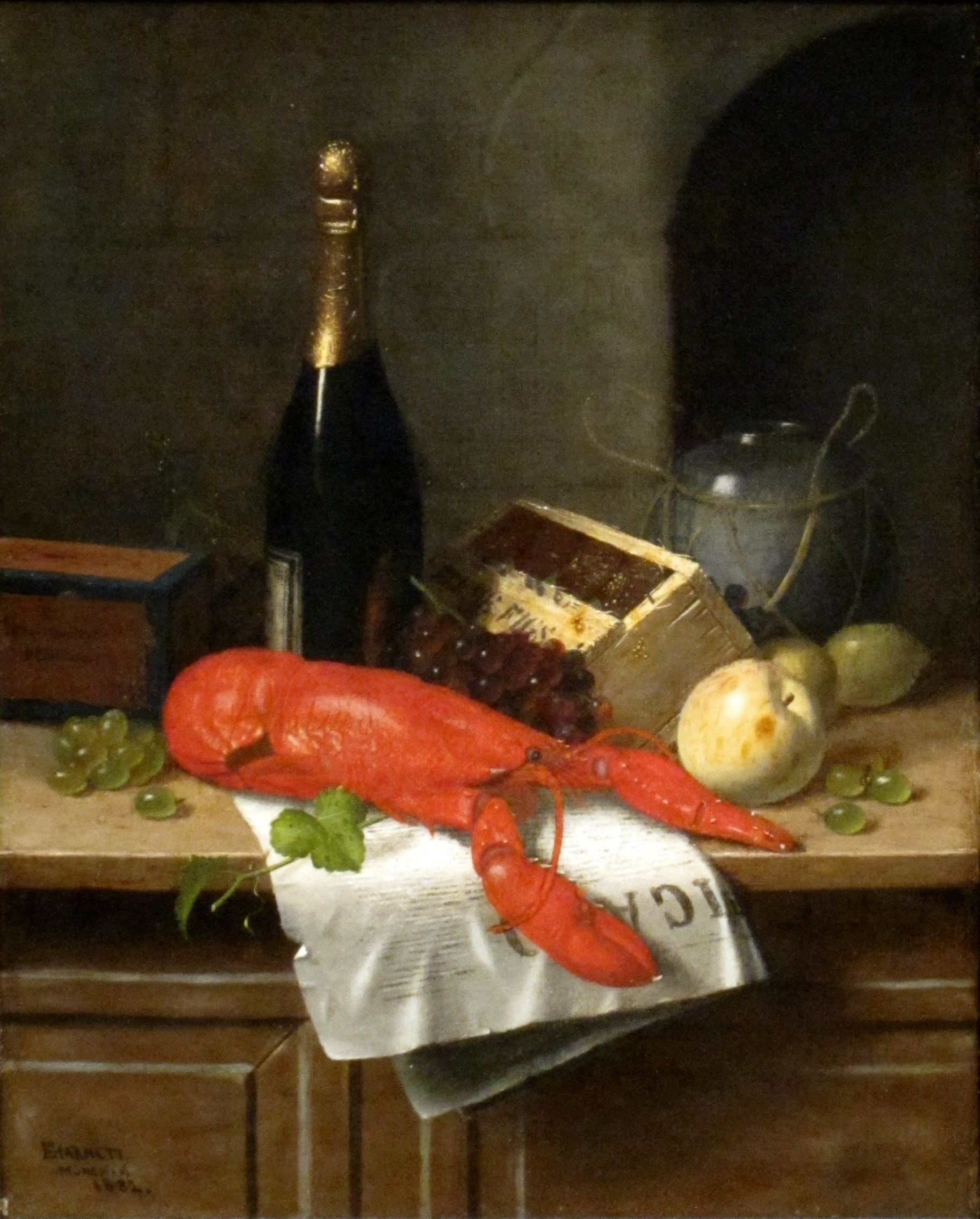
«Лобстер і газета „Фігаро“», 1882 рік

«Мементо Морі», 1879 рік

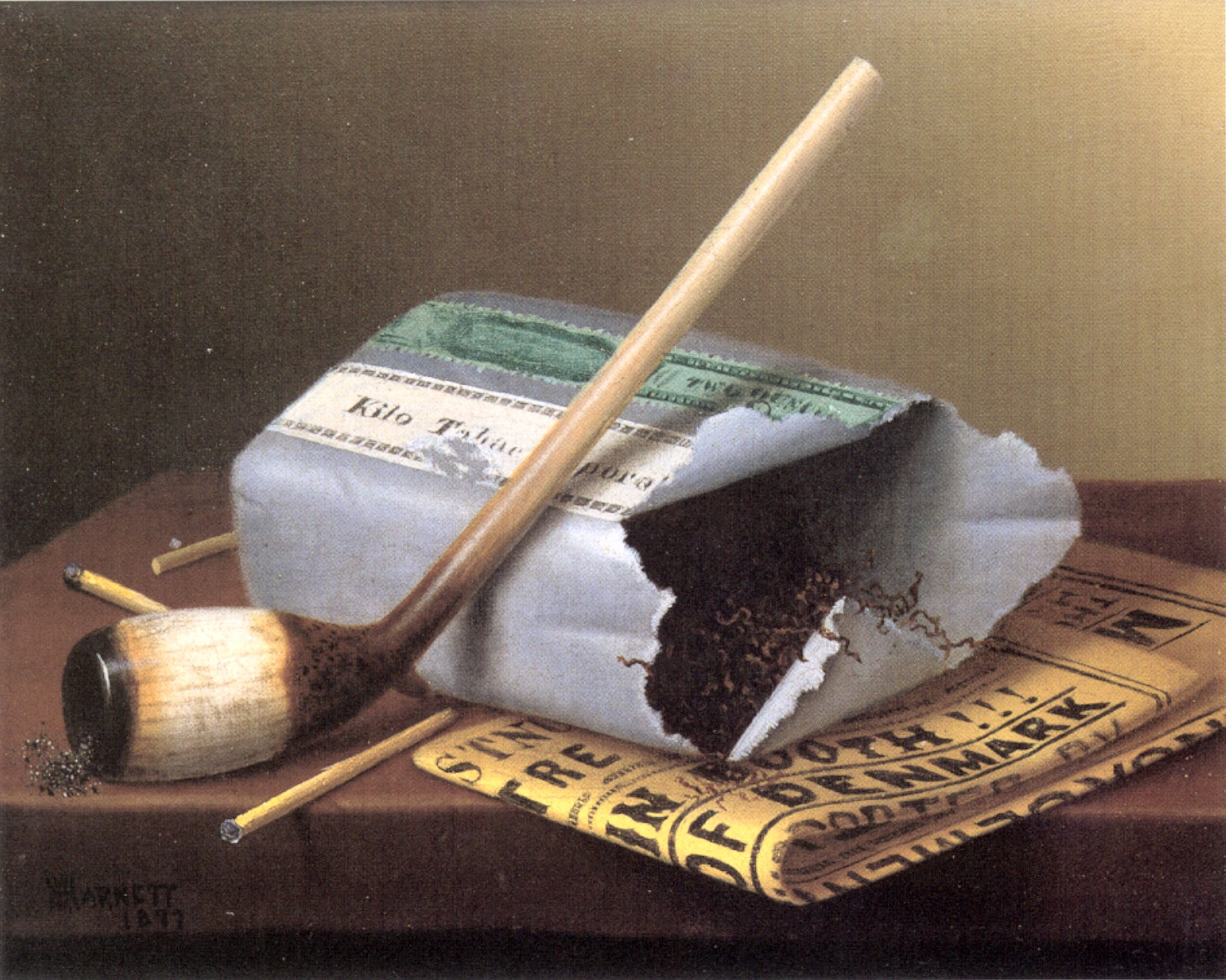
«За завісою диму», 1877 рік.
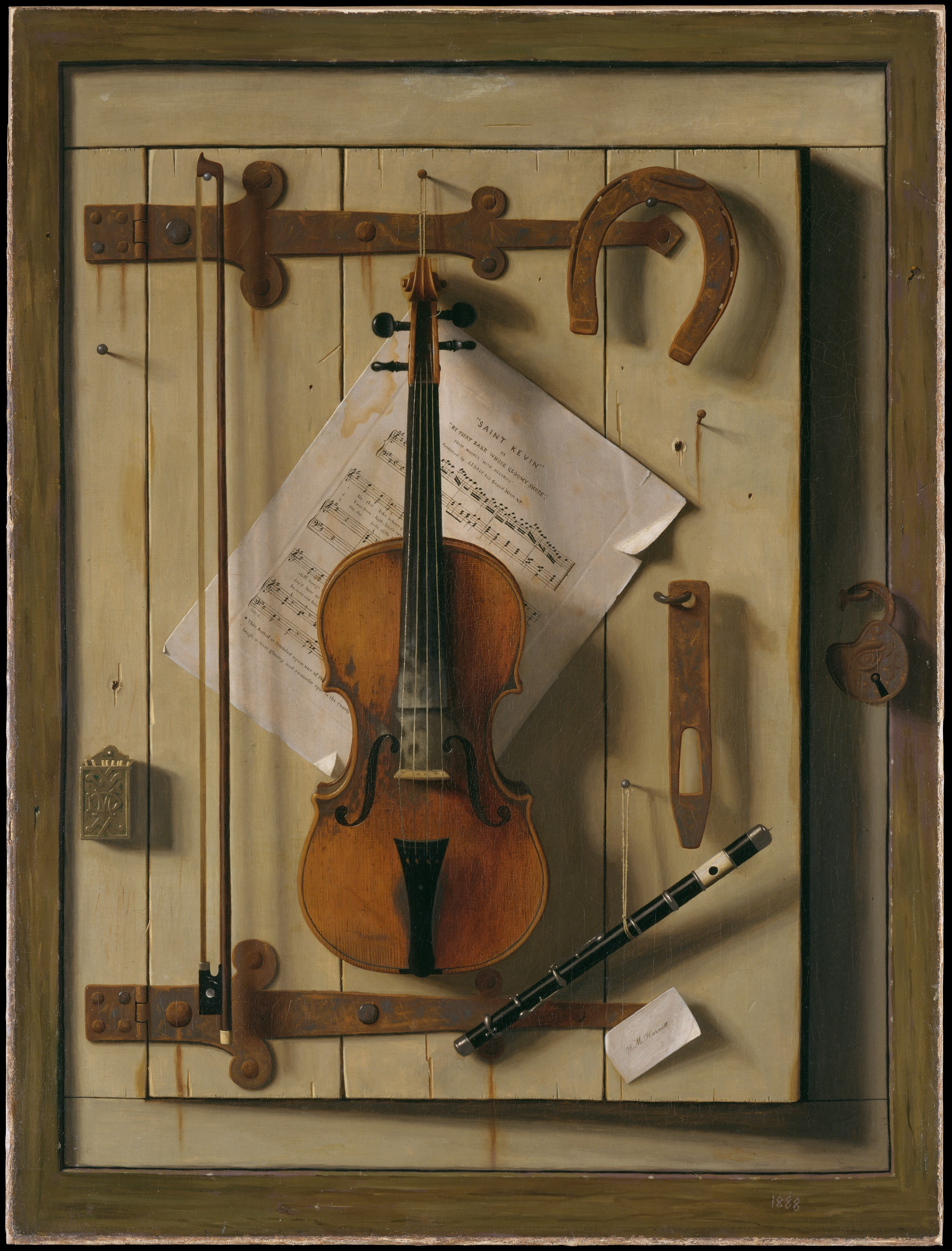
Вільям Гарнетт. «Натюрморт зі скрипкою», 1888 р.
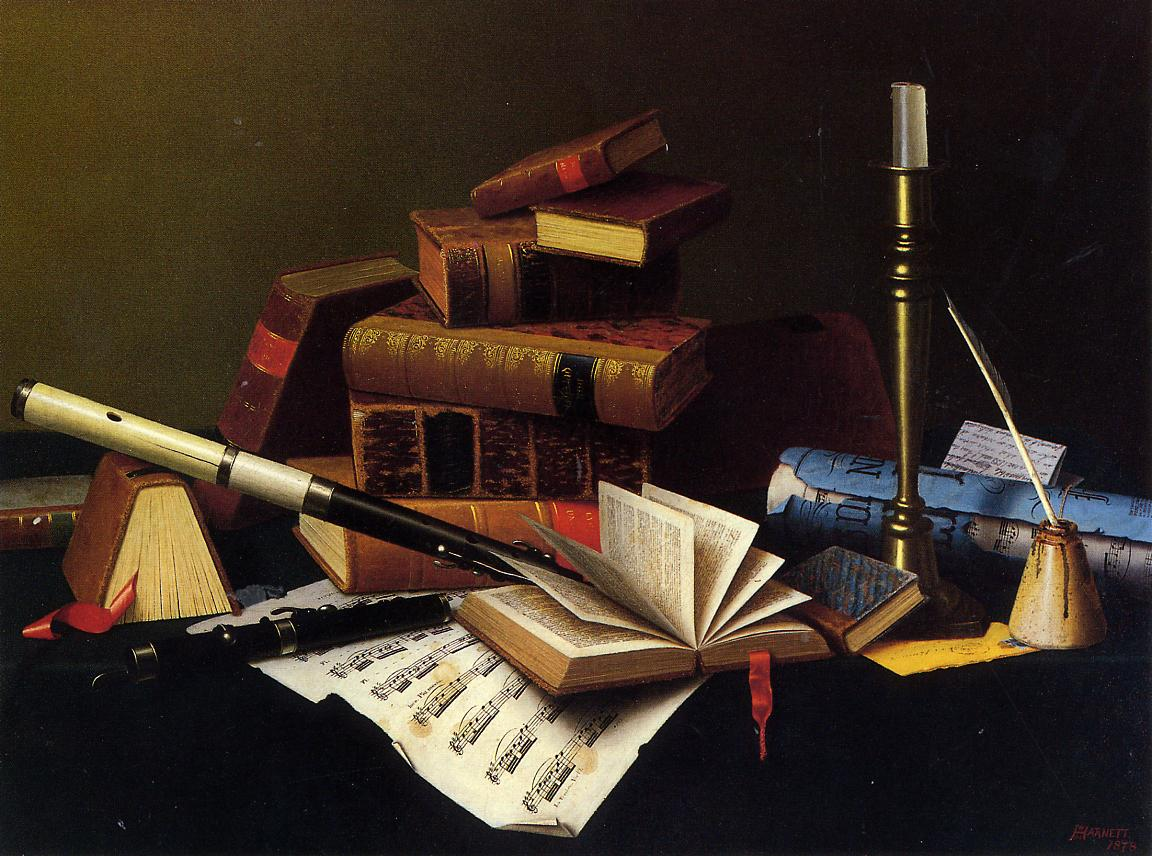
Вільям Гарнетт. «Музика і література»,1878 р.
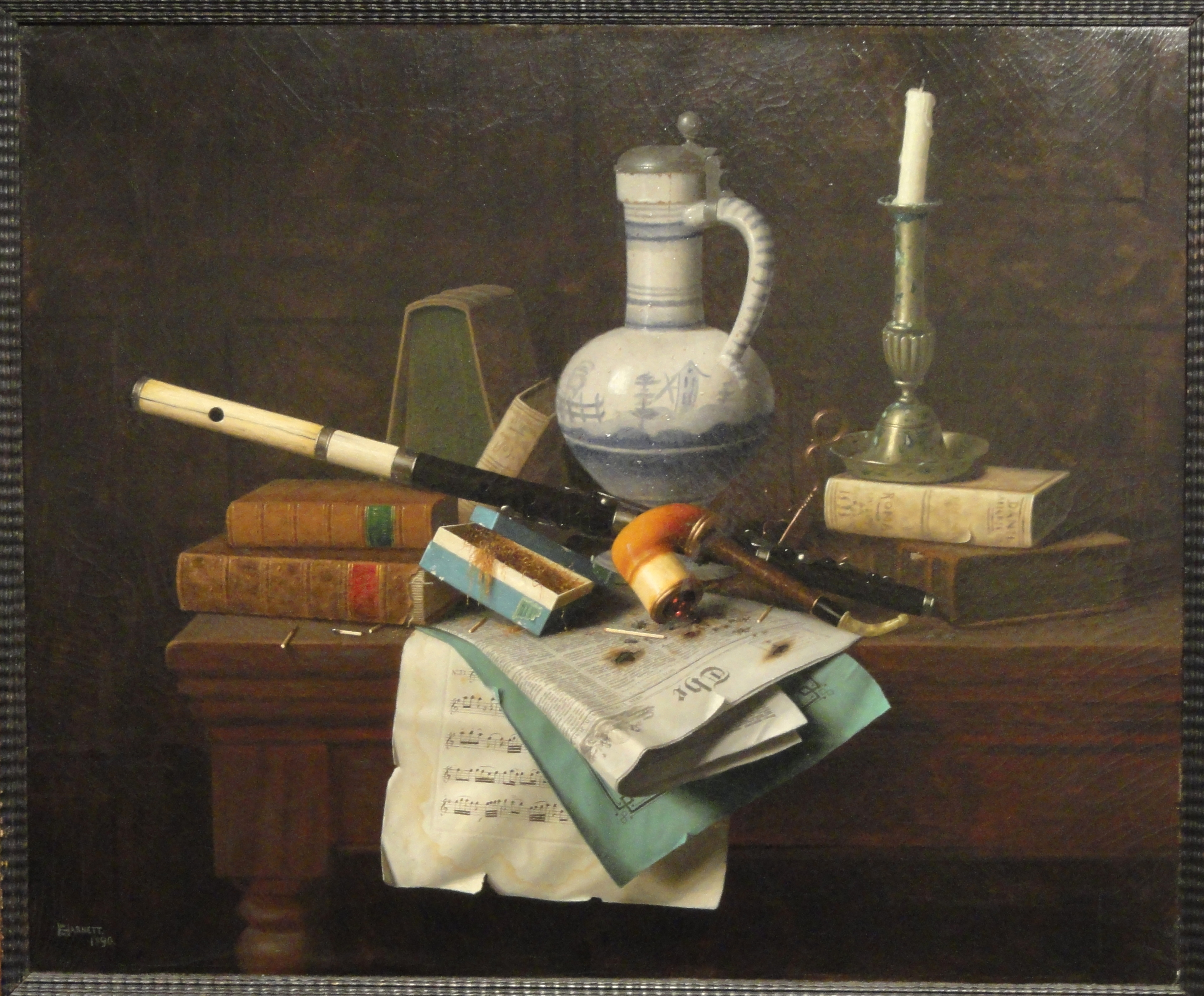
«Мирні речі »
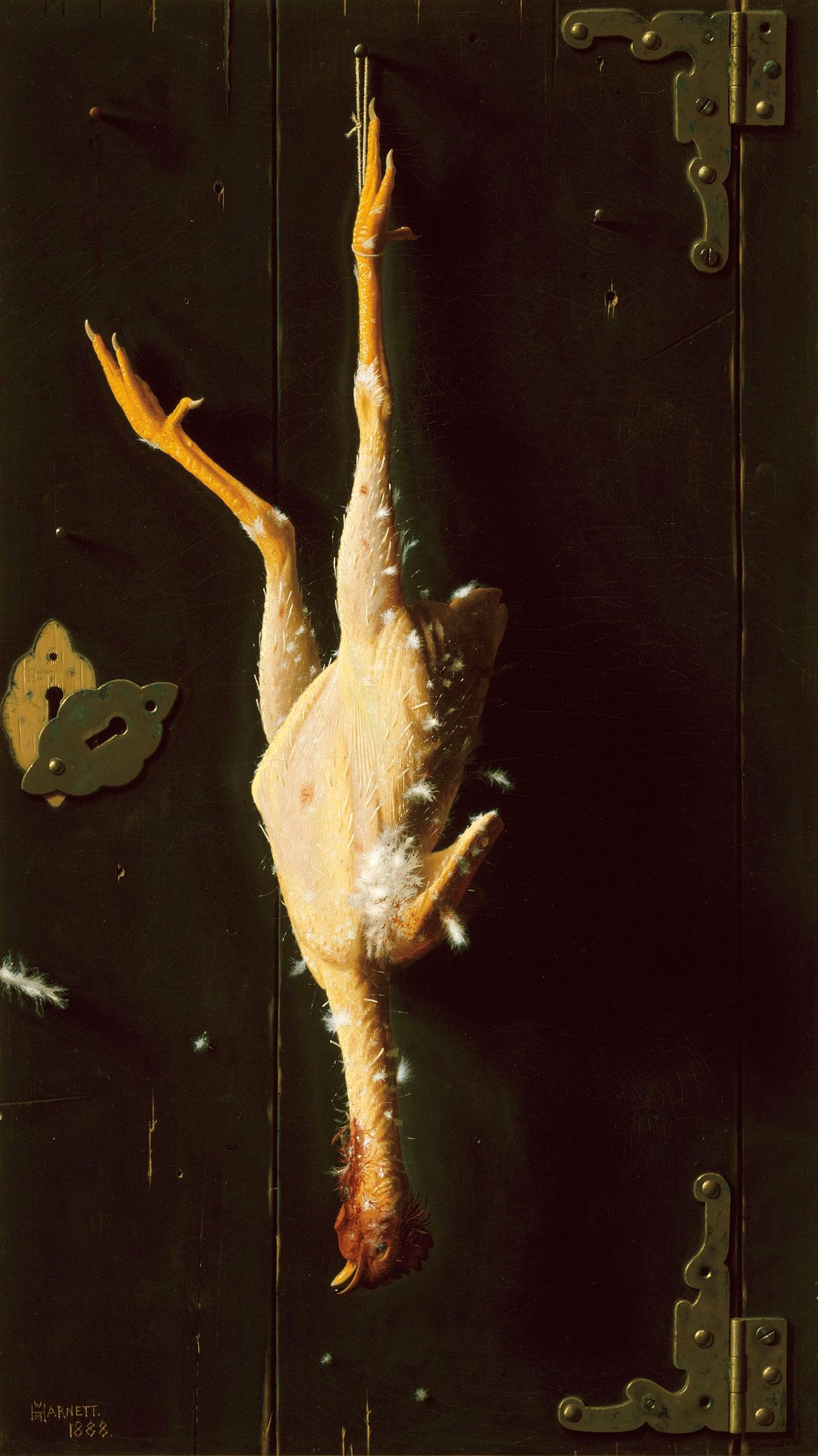
«Каплун на недільний обід », 1888 рік
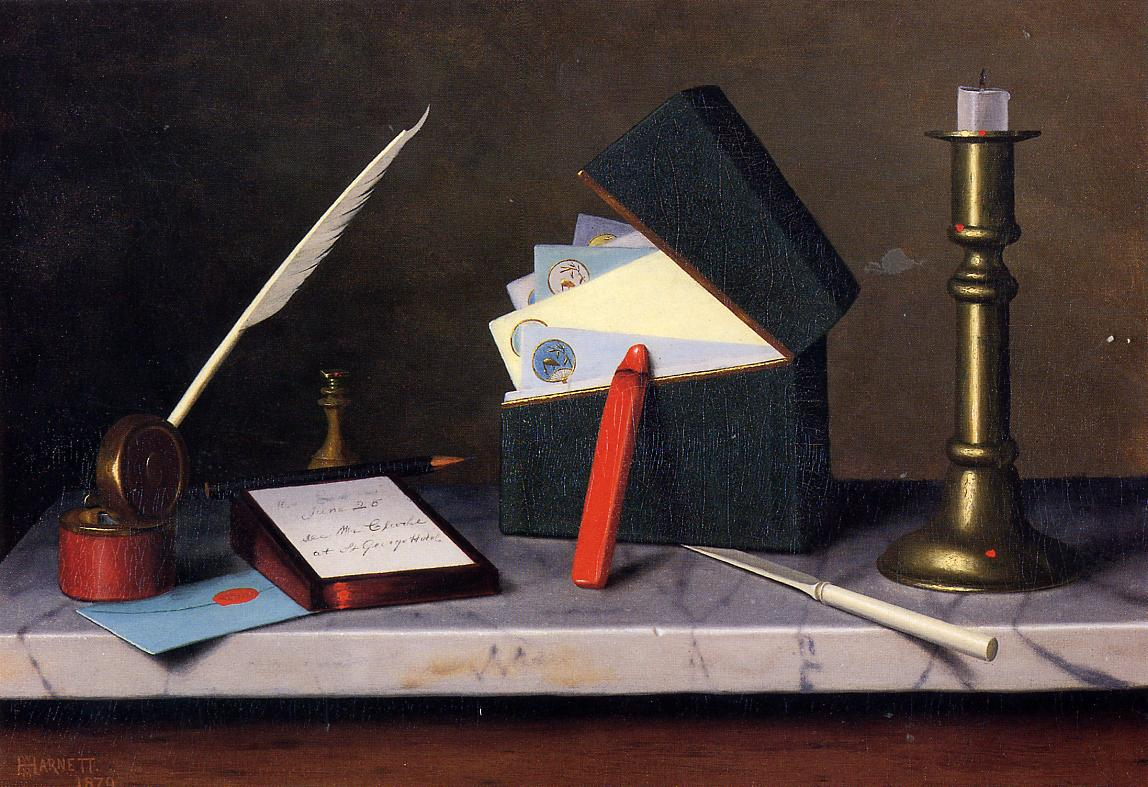
«Стіл Секретаря», 1879 рік.
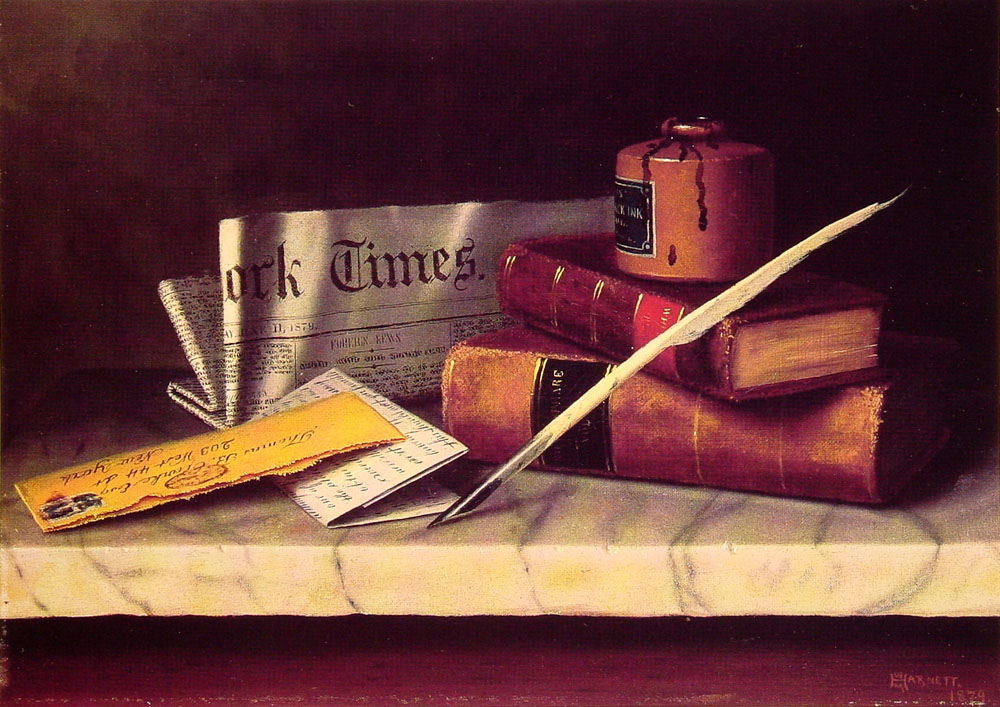
«Натюрморт з листом до Томаса Кларка »
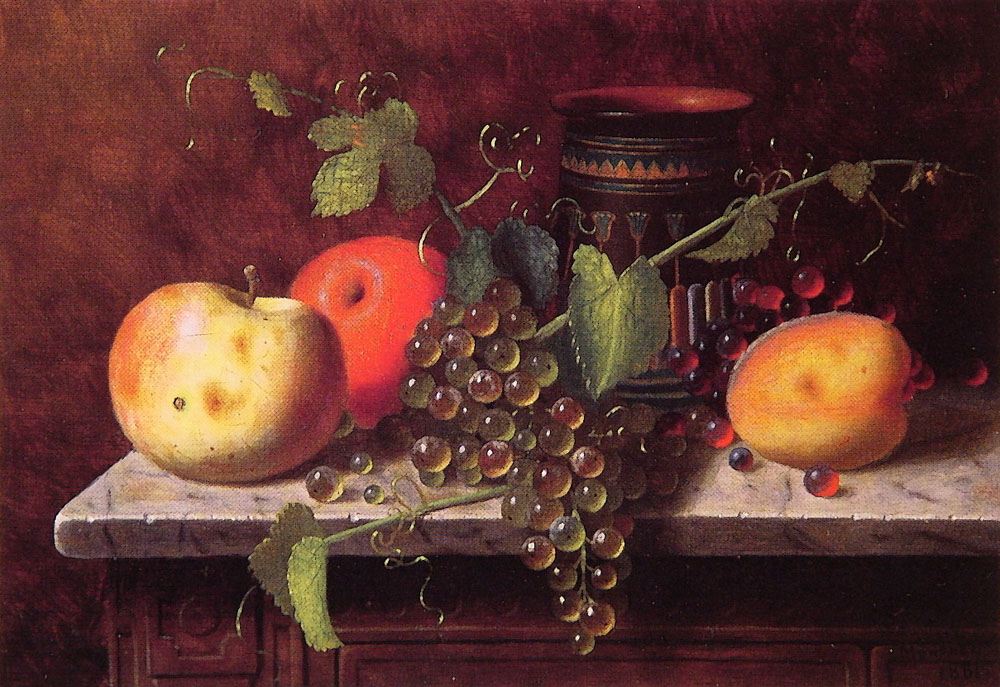
« Керамічна ваза, яблука і виноград»
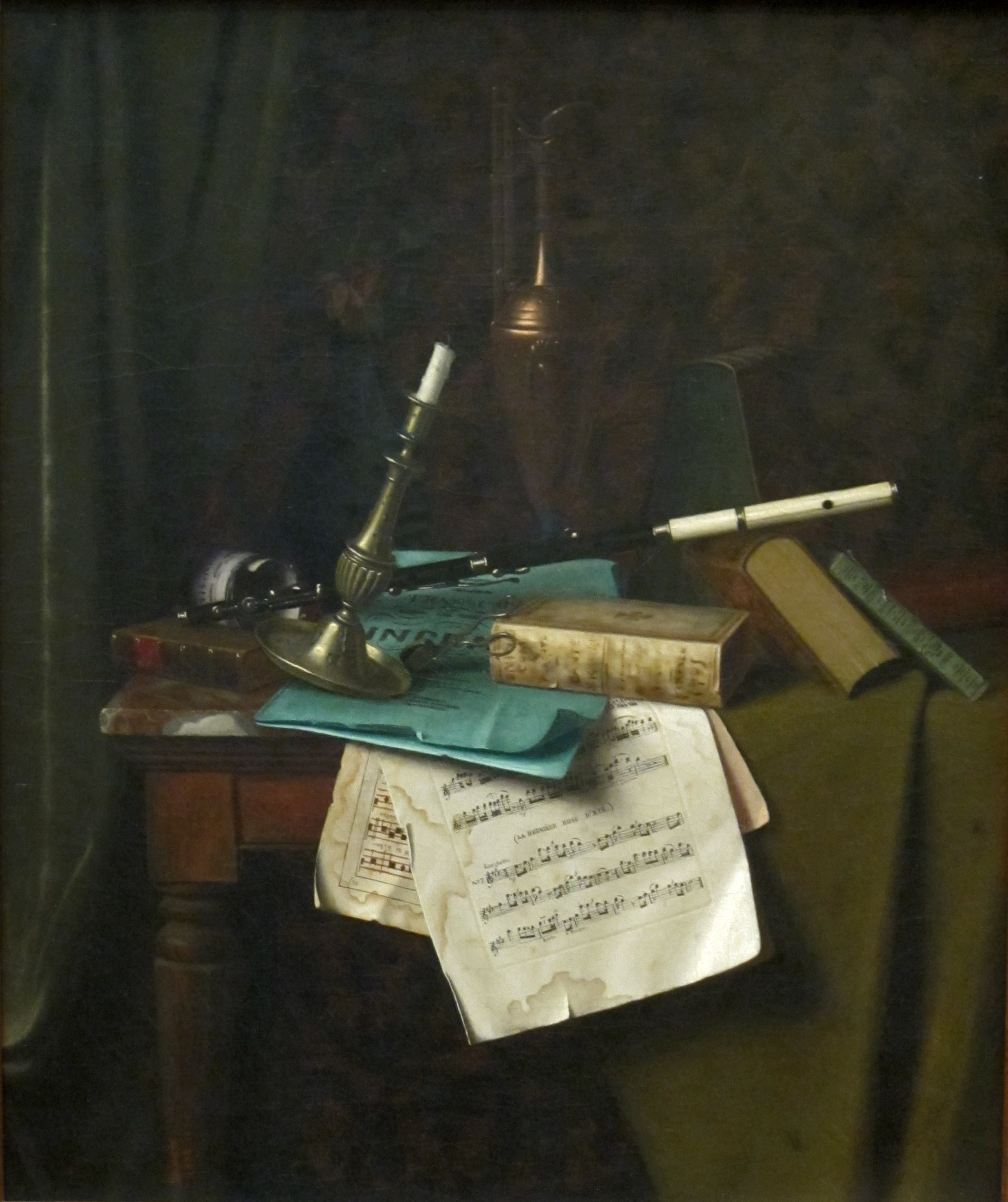
« Троянда минулого літа»